# 建造物等損壊罪
建造物等損壊罪（けんぞうぶつとうそんかいざい）とは、他人の建造物または艦船を損壊する罪である。刑法260条で定められている。

## 行為

### 行為の客体
本罪は「他人の建造物又は艦船」を客体とする。
建造物の意義
判例・通説によれば、家屋その他これに類似する建築物を指す（大判大正3年6月20日刑録20輯1300頁）。取り外せる物については、容易性の程度の差によって、本条を構成するか器物損壊罪を構成するかという違いが生じ、具体例において見解が分かれている。例えば、判例は屋根瓦について本条の客体となるとしているが、認めない説もある。
判例
- 〔最決平成19年3月20日・刑集61巻2号66頁〕

　建造物に取り付けられた物が建造物損壊罪の客体に当たるかどうかは、当該物と建造物との接合の程度のほか、当該物の建造物の機能上の重要性をも考慮すべきである
　住居の玄関ドアが外界と接続し、外界と遮断、防犯、防風、防音等重要な役割を果たしているから、適切な工具を使用すれば損壊せずに取り外し可能であるとしても、建造物損壊罪の客体に当たる。

### 行為の内容
本罪は「損壊」を構成要件的行為とする。
学説は多岐にわたるが、判例・通説は、その物の効用を害する一切の行為をいうとしている。ゆえに物理的な損壊に限らず、心理的に使用できなくするような行為も損壊といえる。
判例
- 〔最決昭和41年6月10日・刑集20巻5号374頁〕

　多数の者と共謀の上、労働組合の闘争手段として、当局に対する要求事項を記載したビラを、建造物またはその構成部分たる庁舎の壁、窓ガラス戸、ガラス扉、シヤツター等に、3回にわたり糊で貼付した所為は、ビラの枚数が一回に約四、五百枚ないし約2500枚という多数であり、貼付方法が同一場所一面に数枚、数十枚または数百枚を密接集中させて貼付したことのもとにおいては、右建造物の効用を減損するものであり、建造物損壊罪の「損壊」に該当する。
- 〔最決平成18年1月18日・刑集60巻1号29頁〕

　公園内の公衆トイレにペンキで「反戦」などと壁全面に大書した行為は、建物の外観ないし美観を著しく汚損し、原状回復に相当な困難を生じたものであり、建造物損壊罪の「損壊」に該当する。
- 〔最決平成19年3月20日・刑集61巻2号66頁〕

　住居の玄関ドアが外界と接続し、外界と遮断、防犯、防風、防音等重要な役割を果たしているから、適切な工具を使用すれば損壊せずに取り外し可能であるとしても、建造物損壊罪の客体に当たる。

## 法定刑
5年以下の拘禁刑。また、死傷者が発生した場合は、傷害罪と比較して、重い刑により処断する。

## 備考
建造物等損壊罪は、器物損壊罪と違い親告罪ではなく、損壊された物の本権者または適法な占有者の告訴がなくても成立する。

## 特別法犯

### 運転過失建造物損壊罪
車両等の運転が要件になっており、例えば工事車両が工事作業により過失で損壊した時は罪にならない。ただし、工事車両が道路を運転中に過失で損壊した場合は罪に当たる。また、道路交通であることから、客体として「艦船」が、刑法の故意犯と比較して除かれている。建造物の損壊により死傷者が発生した場合は、過失運転致死傷罪等の問題となる。
過失運転致死傷罪（自動車運転処罰法5条）では主体が自動車（原動機付自転車を含む）運転者となるが、本罪ではさらにトロリーバス・軽車両・路面電車の運転者も含まれる。また、業務上の過失または重過失があることも要件になっているため、例えば自転車の単純な運転ミスで他人の家の玄関に突っ込んだ場合など、軽車両の運転者が軽過失により他人の建造物を損壊しても犯罪は成立しない。